# 利亚姆·帕森斯
利亚姆·帕森斯（英語：Liam Parsons，1977年6月27日—），加拿大男子赛艇运动员。他曾代表加拿大参加2008年夏季奥林匹克运动会赛艇比赛，获得男子轻量级四人单桨无舵手铜牌。